# MetroMini

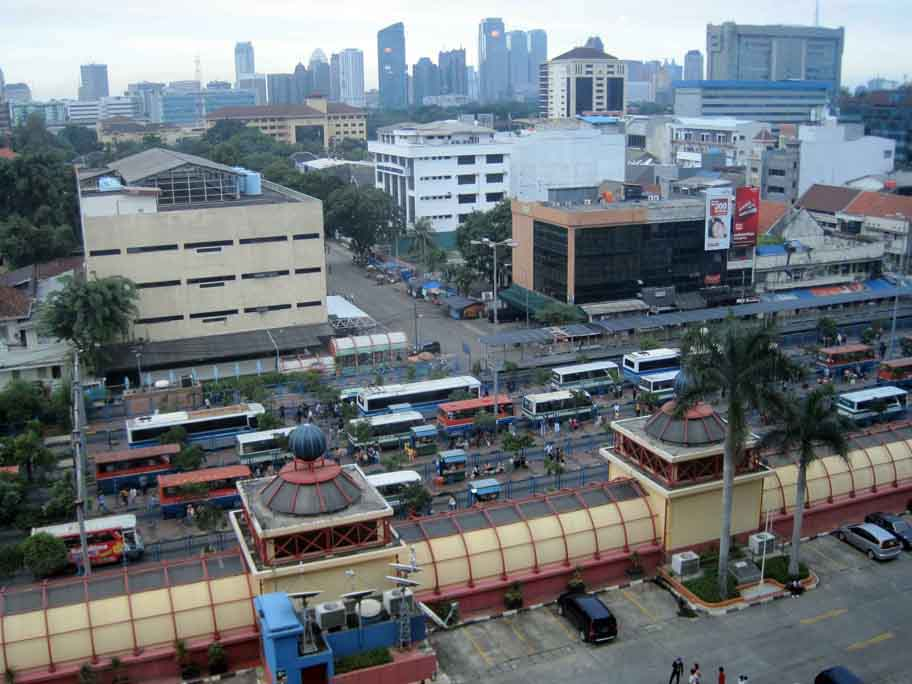
Le quartier dit du "Blok M" à Jakarta en 2010. On aperçoit plusieurs minibus de MetroMini en orange et bleu.

MetroMini est le nom d'un réseau de minibus à Jakarta, la capitale de l'Indonésie. C'est, avec TransJakarta, la compagnie de bus du gouvernement de Jakarta, et de la coopérative Kopaja, une des composantes de base du système de transport en commun de la ville. La flotte de MetroMini était estimée à 3 000 bus en 2012.
Les bus MetroMini sont en livrée orange et bleue, avec une bande blanche sur la longueur du véhicule. Leur capacité est de 20 à 30 places assises mais souvent, s'y ajoute le même nombre de personnes debout ce qui fait que les véhicules sont surchargés.
En décembre 2015 le gouverneur de Jakarta, Basuki Tjahaja Purnama, a ordonné l'arrêt des opérations de MetroMini à la suite de la collision d'un minibus avec un train de la KRL Commuterline qui fit près d'une vingtaine de victimes mortelles. Ceci venait à la suite d'un premier accident fatal quelques jours avant.

## Lignes
Les numéros de lignes sont constitués de nombres précédés d'un préfixe correspondant à une des quatre kota (municipalités) constituant le territoire spécial de Jakarta (DKI) :
- P = Jakarta Pusat (Jakarta Centre)
- B = Jakarta Barat (Jakarta Ouest)
- S = Jakarta Selatan (Jakarta Sud)
- T = Jakarta Timur (Jakarta Est)
- U = Jakarta Utara (Jakarta Nord)